# Tuff Darts
Tuff Darts est un groupe punk rock américain, originaire de New York et actif du milieu des années 1970 à 2011.  

## Description
Le groupe est un des premiers à figurer au CBGB. Il obtient la célébrité à ses débuts avec les titres Slash, (Your Love Is Like) Nuclear Waste et leur plus gros succès All For The Love of Rock and Roll.
Le premier album du groupe, Tuff Darts! (en) sort en 1978 chez Sire Records. Il est produit par Bob Clearmountain et Tony Bongiovi. Le groupe se sépare juste après. 
Il se reforme en 2002. Le deuxième album, You Can't Keep A Good Band Down, sort en 2007 uniquement au Japon. 
En 2009 sortent en téléchargement les albums Here Comes Trouble et You Can't Keep a Good Band Down. Tuff Darts!, You Can't Keep a Good Band Down and Here Comes Trouble chez Spectra Records.
Jeff Salen, fondateur et guitariste principal du groupe, meurt d'une crise cardiaque le 26 janvier 2008 à l'âge de 55 ans.

## Formation
- Robert Gordon (chant)
- Jeff Salen (guitare)
- Bobby Butani (guitare)
- John DeSalvo (basse)
- Jim Morrison (batterie)
- Tommy Frenesí (chant)
- John Morelli (batterie)
- Harley Fine (guitare)

## Discographie
- 1976 - Live at CBGB's
- 1978 - Tuff Darts!
- 2007 - You Can't Keep A Good Band Down
- 2007 - Sweetheart (compilation)
- 2009 - Here Comes Trouble
- 2009 - You Can't Keep a Good Band Down. Tuff Darts!, You Can't Keep a Good Band Down and Here Comes Trouble